# Riardo
Riardo är en ort och kommun i provinsen Caserta i regionen Kampanien i Italien. Kommunen hade 2 319 invånare (2017).